# Spinostropheus gautieri
Lo spinostrofeo (Spinostropheus gautieri) era un dinosauro carnivoro appartenente ai ceratosauri. Visse nel Giurassico medio (circa 165 milioni di anni fa) e i suoi resti sono stati ritrovati in Niger.

## Ritrovamenti e classificazione
I resti fossili di spinostrofeo, rinvenuti in terreni attribuiti al Cretaceo inferiore, vennero descritti per la prima volta nel 1960 da Lapparent e ascritti al genere giurassico Elaphrosaurus, sotto il nome di Elaphrosaurus gautieri. Solo molto più tardi (2002) un team capitanato da Paul Sereno ridescrisse i resti fossili e li attribuì a un nuovo genere di dinosauro, Spinostropheus appunto, considerato un membro primitivo del gruppo dei ceratosauri.
Originariamente, Lapparent attribuì i terreni dove vennero rinvenuti i fossili all'inizio del Cretaceo (Hauteriviano, circa 135 milioni di anni fa). Fu solo nel 2009 che un nuovo studio permise di assegnare la formazione in questione al Giurassico medio, quindi circa 30 milioni di anni prima.

## Descrizione
Questo dinosauro doveva essere di corporatura gracile e snella: il corpo era allungato, così come il collo e la coda. Purtroppo il materiale fossile su cui si basa la descrizione è molto incompleto e consiste in numerose vertebre, e una ricostruzione è virtualmente impossibile. In ogni caso, le vertebre assomigliano a quelle di un altro dinosauro carnivoro, Elaphrosaurus, ed è possibile che Spinostropheus assomigliasse a quest'ultimo, con lunghe e forti zampe posteriori e corti arti anteriori. In totale, la lunghezza dell'animale doveva aggirarsi sui quattro metri.

## Stile di vita
Lo spinostrofeo era un carnivoro di medie dimensioni, che con tutta probabilità cacciava prede più piccole di lui, inseguendole e afferrandole grazie al collo saettante e agli arti anteriori artigliati. Nello stesso ambiente vivevano altri dinosauri ben più grandi: il teropode megalosauride Afrovenator e i sauropodi Jobaria e Spinophorosaurus.